# Alchemilla alniformis
Alchemilla alniformis é uma espécie de rosácea do gênero Alchemilla, pertencente à família Rosaceae.